# Zola (Bonginkosi Dlamini)
Bonginkosi Dlamini, känd som Zola, född 24 april 1977 i Soweto, är en sydafrikansk musiker, skådespelare och programledare. Han är programledare för Zola 7, ett TV-program döpt efter honom, på SABC 1.